# Пшихув
Пшихув (пол. Przychów, нім. Preichow) — село в Польщі, у гміні Бобровиці Кросненського повіту Любуського воєводства.
Населення — 127 осіб (2011).
У 1975-1998 роках село належало до Зеленогурського воєводства.

## Демографія
Демографічна структура станом на 31 березня 2011 року:
|          | Загалом | Допрацездатний вік | Працездатний вік | Постпрацездатний вік |
| -------- | ------- | ------------------ | ---------------- | -------------------- |
| Чоловіки | 64      | 15                 | 43               | 6                    |
| Жінки    | 63      | 9                  | 41               | 13                   |
| Разом    | 127     | 24                 | 84               | 19                   |